# Перолли, Алекс
Алекс Перолли (англ. Alex Perolli) — американский футболист и тренер албанского происхождения.
После 10 лет выступлений в составе многократного чемпиона Австрии «Штурм» его карьера была богата на трофеи, он также провёл пять лет в качестве капитана команды. По окончании карьеры Перолли начал тренерскую деятельность, которая длилась 26 лет.

## Тренерская карьера
Он руководил различными командами чемпионатов Мексики, Италии и Гватемалы. Под его руководством команды достигали фантастического показателя — почти 50 побед подряд, он получил прозвище «Волшебник» за свою способность реанимировать команду и выиграть с ней чемпионат в течение одного года тренерской работы.
Перолли знал восемь языков (албанский, сербо-хорватский, болгарский, немецкий, итальянский, французский, испанский и английский), поэтому у него не было проблем в общении с подопечными. В этом плане он говорил своим игрокам:
Вы должны уметь говорить со своими ногами.

### Двойной агент
Интересен тот факт, что когда-то Перолли тренировал две команды в одном городе, в одной лиге, в одно и то же время. Ему удалось сделать этот хитрый ход в Национальной футбольной лиге Канады в 1968 году, когда он руководил клубами «Уайт Иглз» и «Торонто Грикс».
На разнообразные осуждения вроде «вы не должны этого делать» Перолли отвечал: «Президенты обеих команд были моими друзьями. Я тренировал одну команду утром, другую — вечером.»
Однако, когда эти два клуба встретились на поле, казалось бы, у Перолли возникла серьёзная дилемма, которая может закончиться скандалом. Но он нашёл выход, вместо того, чтобы принимать трудное решение, на скамейку какой команды садиться, он сел на трибуне вместе с двумя президентами команд. К счастью для Перолли, матч закончился вничью.

### «Рочестер Лансерс»
Алекс Перолли прилетел в Рочестер в 1970 году, чтобы возглавить местную команду, незадолго до важной игры в Канзас-Сити. В предварительных матчах «Лансерс» трудно давалась игра, и совладельцу Чарли Шиано не нравилось, как идут дела под руководством Перолли. Между двумя мужчинами произошёл интересный разговор: Шиано утверждал Перолли, что тот заболел, хотя Алекс это отрицал. В конце концов, Шиано настоял на том, чтобы Перолли остался дома и не ехал на игру. Сам Шиано и возглавил команду в том матче. «Лансерс» выиграли, победив «Канзас-Сити Сперс» со счётом 6:2. Руководство наняло на пост тренера Саля Деросу, который исполнял свои обязанности в тандеме с Перолли. Он привёл в клуб несколько новых игроков, и «Лансерс» выиграли свой первый и единственный чемпионат через четыре месяца после прихода Перолли в клуб. Формально это заслуга Перолли, однако многие футбольные эксперты приписывают триумф именно Деросе.

### «Лос-Анджелес Ацтекс»
Ещё одним важным доказательством тренерского таланта Перолли стали звёздные времена с «Лос-Анджелес Ацтекс».
В Лос-Анджелесе Перолли дебютировал на глазах 12-тысячной публики в матче против «Монтеррея», одной из лучших команд Мексики. После первого тайма «Монтеррей» проигрывал со счётом 2:0, Перолли был уверен в себе: «Я тренировал в Мексике, я тренировал их нынешнего наставника, Игнасио Жореги, поэтому я знаю, чего от них ожидать». Перолли беспокоил лишь один момент — физическое состояние игроков. Он пробыл с командой в течение всего двух недель, так что игра «Ацтекс» во второй половине была секретом даже для него. Но «Ацтекс», которые доминировали весь первый тайм, во втором тайме играли от обороны (вратарь Келвин Барклай сделал 10 сейвов, семь из которых во второй половине игры), не давая своим оппонентам забить вплоть до самых последних минут матча, когда всё-таки «Ацтекс» не устояли, окончательный счёт был 2:1.
Перолли был доволен прогрессом команды, но утверждал, что ещё есть над чем работать. Налаживание связей в команде и приведение игроков в оптимальные кондиции заняло у него две-три недели. Перолли считал «Ацтекс» талантливой командой, которая способна достичь больших высот, пусть и не с первых дней. Он тратил очень много времени на изучение своих футболистов не только в плане игры, но и в плане психологическом.
Первым поражением для Перолли на посту тренера «Ацтекс» закончилась игра с другой мексиканской командой, «Америка». Мексиканцы забили по голу в каждом из таймов, но «Ацтекс» сумели за пять минут до свистка забить гол престижа. Перолли был доволен игрой, так как в проигрыше винил судью, который отменил уравнивающий гол «Ацтекс» в первом тайме из-за офсайда.
Первый матч Перолли в NASL также закончился победой со счётом 2:1, соперником были «Сиэтл Саундерс», оба гола «Ацтекс» забил Даг Макмиллан. Победа была закономерной, «Ацтекс» нанесли 22 удара по воротам соперника, в то время как «Саундерс» ответили четырнадцатью, большая часть которых имела место в первые десять минут. Игроки «Саундерс» быстро устали и были прижаты «Ацтекс» к своим воротам.
Любимой формацией Перолли была схема 4-4-2, которая предполагала наличие четверых игроков в полузащите, готовых в любую минуту отдать разрезающий пас на форвардов и придать остроту атаке. В то же время эти полузащитники были в состоянии отступить и помочь в обороне. Такая стратегия прижилась в клубе даже лучше, чем предполагал Перолли. Игроки быстро к ней привыкли и играли хорошо.
Алекс Перолли стал символом «Лос-Анджелес Ацтекс».